# Astragalus spryginii
Astragalus spryginii är en ärtväxtart som beskrevs av Mikhail Grigoríevič Popov. Astragalus spryginii ingår i släktet vedlar, och familjen ärtväxter. Inga underarter finns listade i Catalogue of Life.